# ریشارد رینکوفسکی
ریشارد رینکوفسکی (لهستانی: Ryszard Rynkowski؛ زادهٔ ۹ اکتبر ۱۹۵۱) بازیگر، خواننده، موسیقی‌دان، آهنگساز و نوازنده پیانو اهل لهستان است. وی برندهٔ نشان افتخار تولد لهستان و نشان لبخند شده‌است.
از فیلم‌ها یا مجموعه‌های تلویزیونی که وی در آن‌ها نقش داشته‌است، می‌توان به ورای تخت جراحی و شخص خیلی مهم اشاره نمود.